# Districtul Tébessa
Tébessa este un district din provincia Tébessa, Algeria.